# Rotelle
Le rotelle, anche dette ruote, rotelline e ruote di carro, sono un tipo di pasta secca di formato corto.

## Descrizione
Le rotelle prendono il nome dalla loro forma circolare, che richiama, appunto, la ruota di un carro. Il loro diametro varia dai 10 ai 24 mm e cuociono tra gli 11 e i 15 minuti. Vengono considerate adatte alle preparazioni asciutte e in brodo e insaporite con carne e ortaggi. Come capita per gli altri formati corti, le rotelle sono utilizzate per preparare delle insalate di pasta.